# Saša Savić
Saša Savič (srbskou cyrilicí Caшa Caвић; * 5. únor 1984, Novi Sad) je srbský fotbalový obránce v současnosti působící v klubu FK Dukla Banská Bystrica.

## Fotbalová kariéra

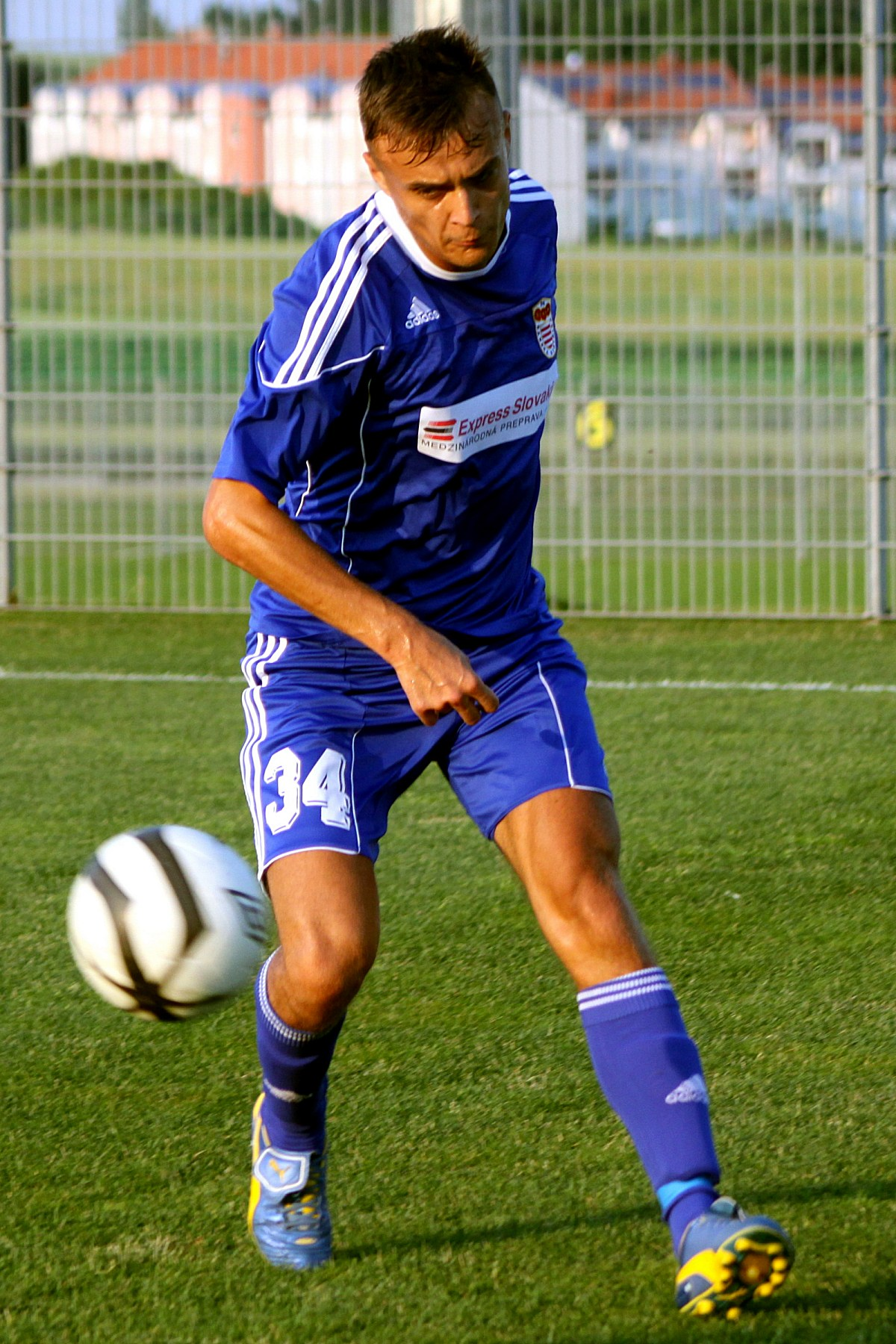
Saša Savič

Svoji fotbalovou kariéru začal tento obránce v rodném FK Vojvodina Novi Sad. Poté přestoupil do Kabel Novi Sad, kde po 2 letech putoval na půl rok do FK Čukarički Stankom, a poté taktéž na půl roku do RFK Novi Sad. Po angažmá v Sloga Temerin se vydal poprvé za hranice své země do slovenského týmu FO ŽP ŠPORT Podbrezová a po roce přestoupil do FK Dukla Banská Bystrica.